# Montegaldella
Montegaldella là một đô thị tại tỉnh Vicenza ở vùng Veneto, Ý.
Montegaldella là một thành phố thuộc tỉnh Vicenza, Veneto, Italy. Đường cao tốc SP16 chạy qua thị trấn.

## Các điểm tham quan chính
Biệt thự Conti-Lampertico "La Deliziosa" (Nhà nghỉ Giáng sinh) được xây dựng vào đầu thế kỷ 17; Khu vườn của nó có các bức tượng của Orazio Marinali.
San Michele Arcangelo là một nhà thờ Thiên chúa giáo thế kỷ 16 được khôi phục vào đầu những năm 2000; Chuông của nhà thờ vẫn còn được rung bởi tay của một nhóm công dân, những người cũng đã tham gia trong các cuộc thi đấu chuông.